# National Breakout
National Breakout es el segundo álbum de estudio de la banda estadounidense The Romantics, lanzado a finales de 1980 por Nemperor.

## Listado de canciones
1. "Tomboy" - 2:28
2. "Forever Yours" - 2:52
3. "Stone Pony" - 2:37
4. "New Cover Story" - 3:02
5. "A Night Like This" - 5:05
6. "National Breakout" - 2:33
7. "21 And Over" - 4:08
8. "I Can't Tell You Anything" - 3:35
9. "Take Me Out Of The Rain" - 2:27
10. "Friday At The Hideout" - 3:00
11. "Poor Little Rich Girl" - 3:30

## Personal
- Wally Palmar---Guitarra rítmica, voces
- Mike Skill---Guitarra solista, voces
- Rich Cole--- bajo, voces
- Jimmy Marinos---Batería, percusión, voz